# 낙동초등학교 (경북)
낙동초등학교는 대한민국 경상북도 상주시 낙동면 내곡리에 있는 공립 초등학교이다.

## 학교 연혁
- 1924년 5월 1일 낙동공립보통학교(4년제) 개교(설립인가 4월 1일)
- 1926년 3월 10일 6년제 개편
- 1938년 4월 1일 낙동공립심상소학교로 개칭[1]
- 1941년 4월 1일 낙동공립국민학교로 개칭[2]
- 1981년 1월 23일 병설유치원 설립인가
- 1984년 5월 5일 개교 60주년 기념 행사
- 1988년 12월 20일 컴퓨터 교실 설치
- 1993년 3월 1일 급식학교 운영
- 1993년 12월 7일 교문 및 투시원장 설치
- 1996년 3월 1일 낙동초등학교로 개칭[3]
- 1998년 2월 28일 신상분교장 통폐합
- 2014년 3월 1일 농산어촌 공동교육과정 운영 (낙동, 낙동동부, 사벌)
- 2017년 3월 1일 용포분교장 통폐합
- 2018년 12월 7일 다목적교실 '솔빛관' 개관
- 2020년 2월 13일 제92회 졸업식(총 졸업생 8,300명, 2019학년도 졸업생 13명)
- 2020년 3월 1일 제34대 노선하 교장 부임
- 2020년 3월 1일 초등학교 6학급, 유치원 1학급 편성

## 학교 상징
- 교화 - 배롱꽃
  - 상징·정직·진실
  - 작은 꽃잎이 모여서 전체를 붉게 물들여 여러 사람의 시선을 끌듯, 우리도 단합하여 큰 힘을 뽐내봅시다.
- 교목 - 향나무 : 어떠한 환경 속에서도 늘 푸르고 변함없이 굳세게 잘 자라는 향나무와 같이 강인하고 높은 기상을 갖는 사람이 됩시다.

## 참고 자료
- 낙동초등학교 - 한국교육학술정보원 학교알리미